# John Walker (1731-1803)
Pour les articles homonymes, voir Walker et John Walker (homonymie).
Revd Dr John Walker (1731–1803) était un professeur d'histoire naturelle de l'université d'Édimbourg de 1779 à 1803. C'était un des protégés du chimiste William Cullen et un collègue de Dugald Stewart (1753-1828), Joseph Black (1728-1799) et plusieurs autres professeurs d’Édimbourg qui façonnèrent le milieu intellectuel de la fin de la période des Lumières écossaises.
Durant sa longue carrière, il devint un chimiste, botaniste, minéralogiste et géologue renommé. Il devint également ministre de l'Église d'Écosse dont il fut le modérateur de l'assemblée générale en 1790. Il est un des membres fondateurs de la Royal Society of Edinburgh.
Nombre de ses étudiants devinrent des scientifiques de renom lors du XIXe siècle en Écosse, Angleterre, Irlande et Amérique.
Walker est l’abréviation botanique standard de Walker.
Consulter la liste des abréviations d'auteur en botanique ou la liste des plantes assignées à cet auteur par l'IPNI, la liste des champignons assignés par MycoBank, la liste des algues assignées par l'AlgaeBase et la liste des fossiles assignés à cet auteur par l'IFPNI.

## Sources
- (en) Cet article est partiellement ou en totalité issu de l’article de Wikipédia en anglais intitulé « John Walker (naturalist) » (voir la liste des auteurs).

- M. D. Eddy, 'The University of Edinburgh Natural History Class Lists', Archives of Natural History, 30 (2003), 97-117.
- M. D. Eddy, 'Geology, Mineralogy and Time in John Walker's University of Edinburgh Natural History Lectures', History of Science, 39 (2001), 95-119.
- C. W. J. Withers, 'The Rev. Dr John Walker and the practice of natural history in late eighteenth century Scotland', Archives of Natural History, 18 (1991), 201-220.
- C. W. J. Withers, 'A neglected Scottish agriculturalist: The geological lectures and agricultural writings of the Rev. Dr. John Walker (1731-1803)', Agricultural History Review, 1985, 33(II): 132-146.